# Liste der Biografien/Benk
Liste der Biografien |
Portal Biografien |
Personensuche
# |
A |
B |
C |
D |
E |
F |
G |
H |
I |
J |
K |
L |
M |
N |
O |
P |
Q |
R |
S |
T |
U |
V |
W |
X |
Y |
Z |
?
 
Ba |
Be |
Bd |
Bg |
Bh |
Bi |
Bj |
Bl |
Bm |
Bn |
Bo |
Br |
Bs |
Bu |
Bw |
By |
Bz
 
Bea–Beb |
Bec |
Bed |
Bee |
Bef |
Beg |
Beh |
Bei |
Bej |
Bek |
Bel |
Bem |
Ben |
Beo |
Bep |
Beq |
Ber |
Bes |
Bet |
Beu |
Bev |
Bew |
Bex |
Bey |
Bez
 
Bena |
Benb |
Benc |
Bend |
Bene |
Benf |
Beng |
Benh |
Beni |
Benj |
Benk |
Benl |
Benm |
Benn |
Beno |
Benq |
Benr |
Bens |
Bent |
Benu |
Benv |
Benw |
Beny |
Benz
Die Liste der Biografien führt alle Personen auf, die in der deutschsprachigen Wikipedia einen Artikel haben. Dieses ist eine Teilliste mit 99 Einträgen von Personen, deren Namen mit den Buchstaben „Benk“ beginnt.

## Benk
- Benk, András (* 1987), ungarischer Eishockeyspieler
- Benk, Andreas (* 1957), deutscher römisch-katholischer Theologe
- Benk, Johannes (1844–1914), österreichischer Bildhauer

### Benka
- Benka, Martin (1888–1971), slowakischer Künstler des Expressionismus
- Benka, Urszula Małgorzata (* 1953), polnische Lyrikerin, Erzählerin und literarische Übersetzerin
- Benkaci, Manel (* 1997), algerische Sprinterin
- Benkard, Ernst (1883–1946), deutscher Kunsthistoriker
- Benkard, Georg (1881–1955), deutscher Jurist, Richter am Bundesgerichtshof
- Benkart, Georgia (1947–2022), US-amerikanische Mathematikerin
- Benkarth, Laura (* 1992), deutsche FußballspielerinLaura Benkarth (* 1992)

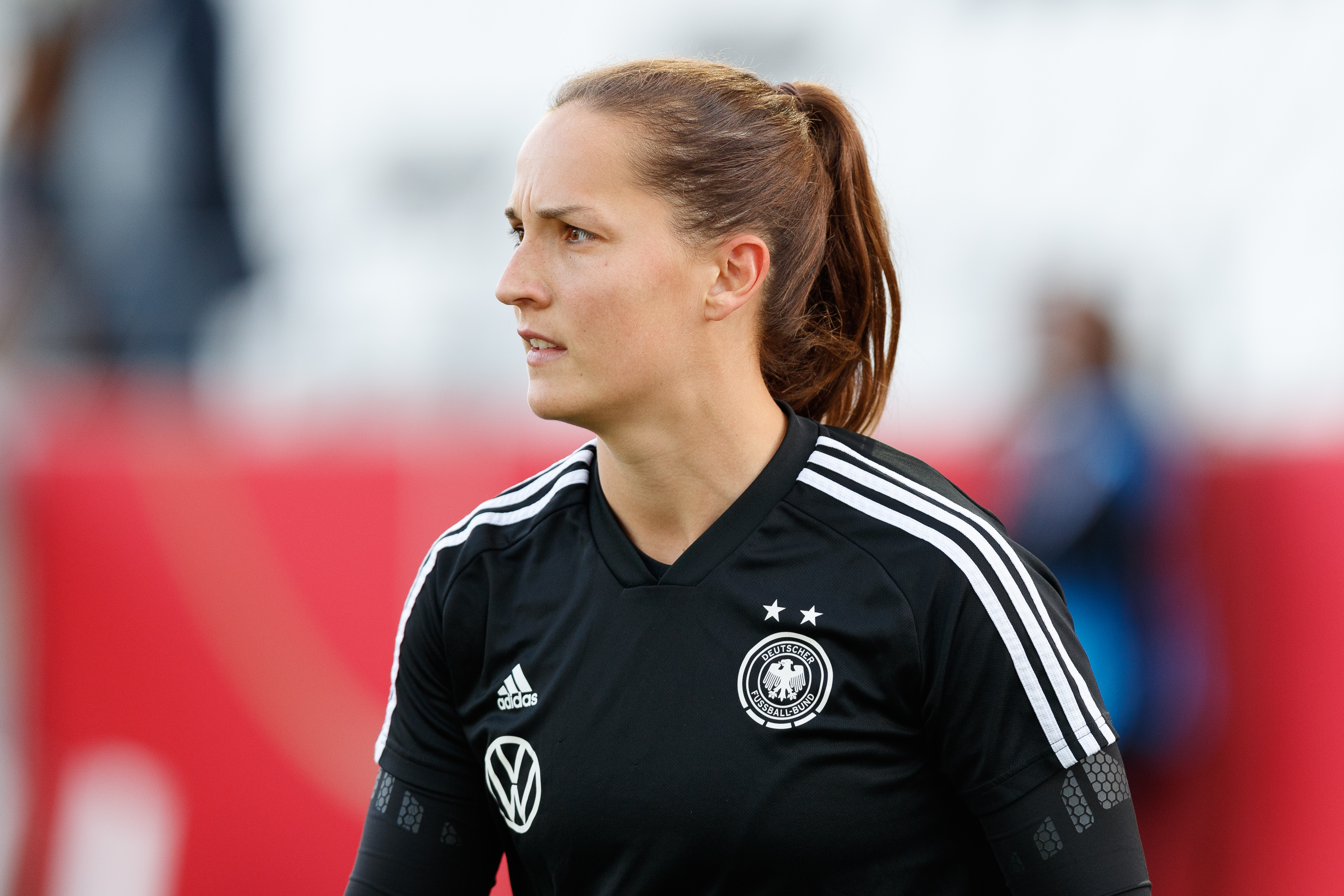
Laura Benkarth (* 1992)

- Benkau, Jennifer (* 1980), deutsche Schriftstellerin

### Benke
- Benke, Christoph (* 1956), österreichischer Theologe
- Benke, Daniel (* 2002), deutscher Fußballspieler
- Benke, Fritz (1913–2003), deutscher Widerstandskämpfer gegen den Nationalsozialismus und Lokalpolitiker (SPD)
- Benke, Harald (* 1955), deutscher Meeresbiologe und Direktor des Deutschen Meeresmuseums
- Benke, Hermann (1866–1937), österreichischer Schauspieler
- Benke, Nikolaus (* 1954), österreichischer Rechtswissenschafter
- Benke, Stefanie (* 1990), deutsche Journalistin und SportmoderatorinStefanie Benke (* 1990)

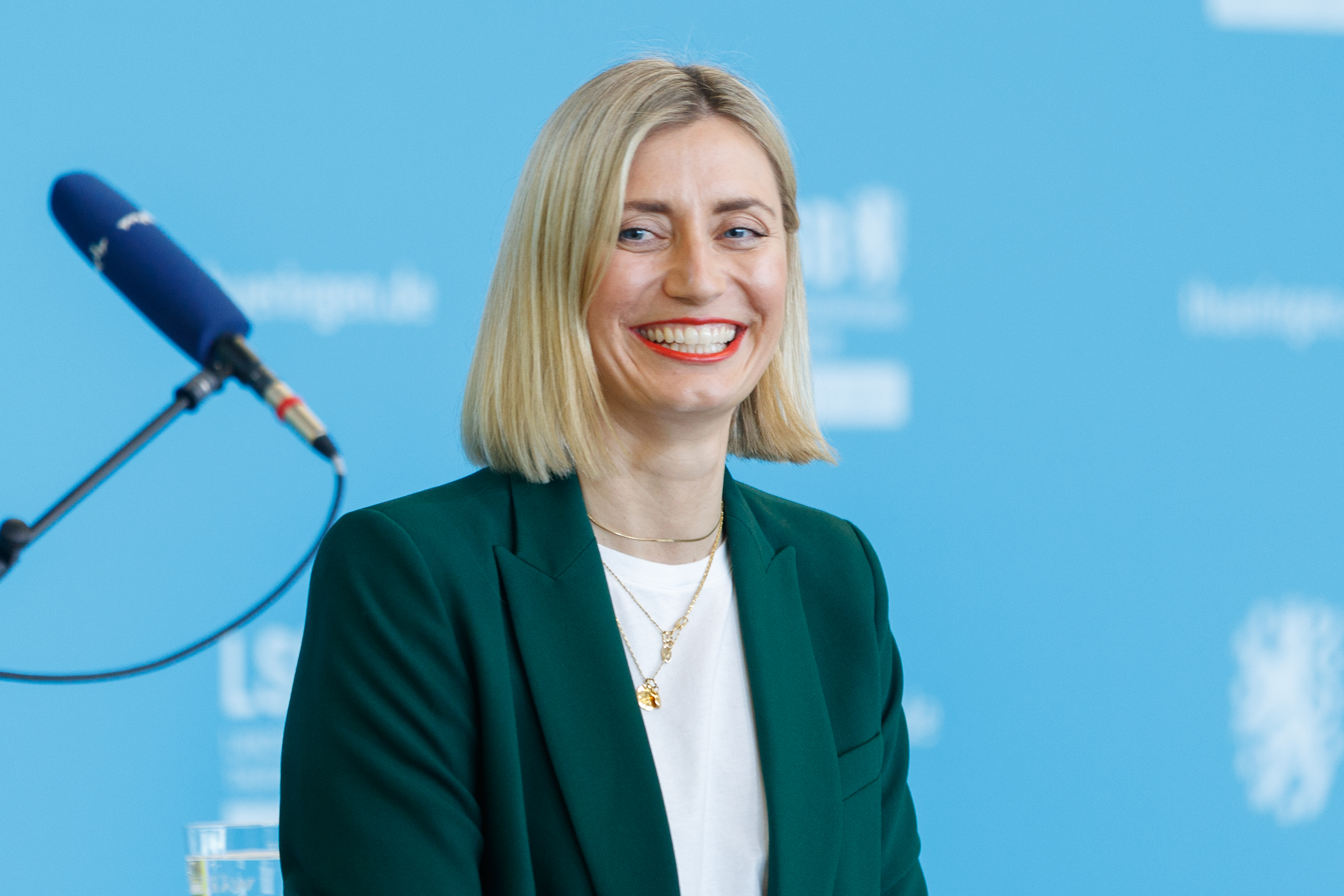
Stefanie Benke (* 1990)

- Benke, Valéria (1920–2009), ungarische kommunistische Politikerin, Mitglied des Parlaments
- Benkei, András (1923–1991), ungarischer Politiker
- Benkel, Thorsten (* 1976), deutscher Soziologe
- Benkel, Uwe (* 1960), deutscher Vermisstenforscher
- Benken, Sven (* 1970), deutscher Fußballspieler
- Benkendorf, Joachim Friedrich († 1705), kurbrandenburgischer Diplomat
- Benkendorf, Johann Friedrich von (1716–1765), preußischer Oberstleutnant, Kommandeur eines Grenadierbataillons
- Benkendorf, Ludwig Ernst von (1711–1801), sächsischer General der Kavallerie
- Benkendorff, Anna (1855–1943), deutsche Malerin der Düsseldorfer Schule
- Benkendorff, Rudolf (1890–1973), deutscher Meteorologe in der Luftwaffe der Wehrmacht und später Präsident des Deutschen Wetterdienstes
- Benkenstein, Amy (* 1990), deutsch-georgische Schauspielerin
- Benkenstein, Thorsten (* 1968), deutscher Jazzmusiker (Trompete, Flügelhorn)
- Benkenstein, Torsten (* 1979), deutscher Trompeter, Interpret volkstümlicher Musik
- Benkeö von Kezdi-Sarfalva, Josef (1842–1919), österreichisch-ungarischer Offizier
- Benker, Donata (* 1982), deutsche Malerin
- Benker, Gertrud (1925–2021), deutsche Schriftstellerin
- Benker, Heinz (1921–2000), deutscher Komponist und Musiker
- Benker, Hermann (* 1939), deutscher Politiker (SPD), MdL
- Benker, Sigmund (1927–2018), deutscher römisch-katholischer Priester und Kunsthistoriker
- Benker-Bernegger, Max (1932–2022), Schweizer Turner
- Benker-Schirmer, Ursula (1927–2020), deutsche Gobelingestalterin und Manufakturbetreiberin
- Benkert, Alexa (* 1989), Schweizer Schauspielerin, Moderatorin, Synchronsprecherin und Schriftstellerin
- Benkert, Daniel (* 1969), deutscher Autor und Wissenschaftler
- Benkert, Franz Georg (1790–1859), Theologe, Autor, Herausgeber
- Benkert, Hanns (1899–1948), deutscher Ingenieur
- Benkert, Johann Peter (* 1709), deutscher Hofbildhauer zu Bamberg
- Benkert, Josef Albert (1900–1960), deutscher expressionistischer Maler
- Benkert, Klaus (* 1938), deutscher Fußballspieler
- Benkert, Ludwig (1929–2012), deutscher Oberstudiendirektor, Heimatforscher, Stadtarchivar und Autor
- Benkert, Otto (* 1940), deutscher Psychiater
- Benkert, Peter (* 1942), deutscher Maler
- Benkert, Sebastian (1779–1845), bayerischer Jurist und Politiker
- Benkert, Wilhelm (1877–1929), württembergischer Landtagsabgeordneter
- Benkert, Wolfgang (* 1951), deutscher Fußballspieler
- Benkeser, Robert A. (1920–2017), US-amerikanischer Chemiker und Hochschullehrer

### Benkh
- Benkhaldoun, Zouhair (* 1959), marokkanischer Astronom
- Benkhedda, Benyoucef (1920–2003), algerischer Politiker
- Benkhedim, Bilal (* 2001), französischer Fußballspieler
- Benkhofer, Jakob (* 1986), deutscher Schauspieler
- Benkhoff, Birgit (* 1945), deutsche Wirtschaftswissenschaftlerin und Hochschullehrerin
- Benkhoff, Fita (1901–1967), deutsche Bühnen- und Filmschauspielerin
- Benkhrif, Boujemaâ (* 1947), marokkanischer Fußballspieler

### Benki
- Benkin, Richard, amerikanischer Menschenrechtsaktivist, Mitbegründer von „Interfaith Strength“, Journalist, Schriftsteller und Dozent
- Benkirane, Abdelilah (* 1954), marokkanischer Politiker
- Benkißer, Gunter (1939–2012), deutscher Ingenieurwissenschaftler und Hochschullehrer

### Benkl
- Benkler, Yochai (* 1964), US-amerikanischer Rechtswissenschaftler

### Benkm
- Benkmann, Horst-Günter (1915–1996), deutscher Verwaltungsjurist

### Benkn
- Benkner, Charlotte (1889–2004), US-amerikanische Altersrekordlerin
- Benkner, Otto (1909–1996), saarländischer Schachspieler

### Benko
- Benkö, Arad (* 1970), österreichischer Diplomat
- Benkó, Barbara (* 1990), ungarische Mountainbikerin
- Benkő, Dániel (1947–2019), ungarischer Lautenist, Gitarrist und Hochschullehrer
- Benko, Fabian (* 1998), deutscher FußballspielerFabian Benko (* 1998)

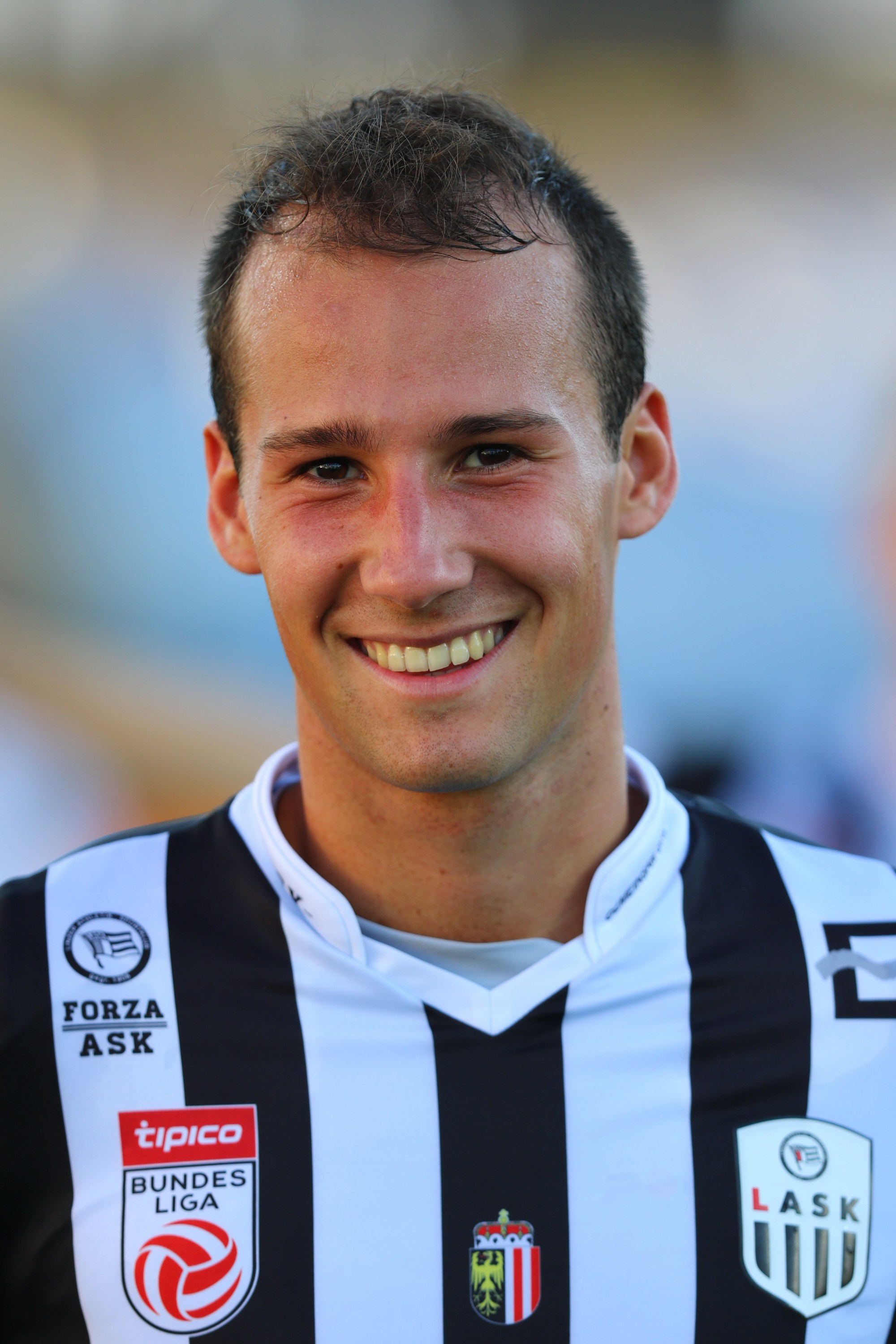
Fabian Benko (* 1998)

- Benkö, Francisco (1910–2010), deutsch-argentinischer Schachspieler und -komponist
- Benko, Gregor (* 1944), US-amerikanischer Publizist und Plattenproduzent
- Benkö, Günter (* 1955), österreichischer Schiedsrichter
- Benkö, Ilse (* 1961), österreichische Politikerin (FPÖ), Landtagsabgeordnete
- Benkő, Katalin (1941–2023), ungarische Kanutin
- Benko, Leon (* 1983), kroatischer Fußballspieler
- Benko, Lindsay (* 1976), US-amerikanische Schwimmerin
- Benko, Nathalie (* 1983), Schweizer Immobilienunternehmerin, Frau von René Benko
- Benkő, Pál (1928–2019), ungarisch-US-amerikanischer Schachgroßmeister und Studienkomponist
- Benko, René (* 1977), österreichischer Immobilien-Investor
- Benkó, Sándor (1940–2015), ungarischer Musiker des Dixieland-Jazz (Klarinettist und Bandleader)
- Benkő, Tibor (* 1955), ungarischer General und Armeebefehlshaber
- Benković, Filip (* 1997), kroatischer Fußballspieler
- Benkovič, Ivo (1875–1943), slowenischer Politiker, Mitglied des Abgeordnetenhauses
- Benkovič, Nevenka, jugoslawische Schauspielerin
- Benkovič, Rok (* 1986), slowenischer Skispringer
- Benkovic, Stephen J. (* 1938), US-amerikanischer Chemiker
- Benkow, Jo (1924–2013), norwegischer konservativer Politiker, Mitglied des Storting
- Benkowitz, Gerhard (1923–1955), deutscher Widerstandskämpfer gegen die SED-Diktatur und Schauprozessopfer in der DDRGerhard Benkowitz (1923–1955)

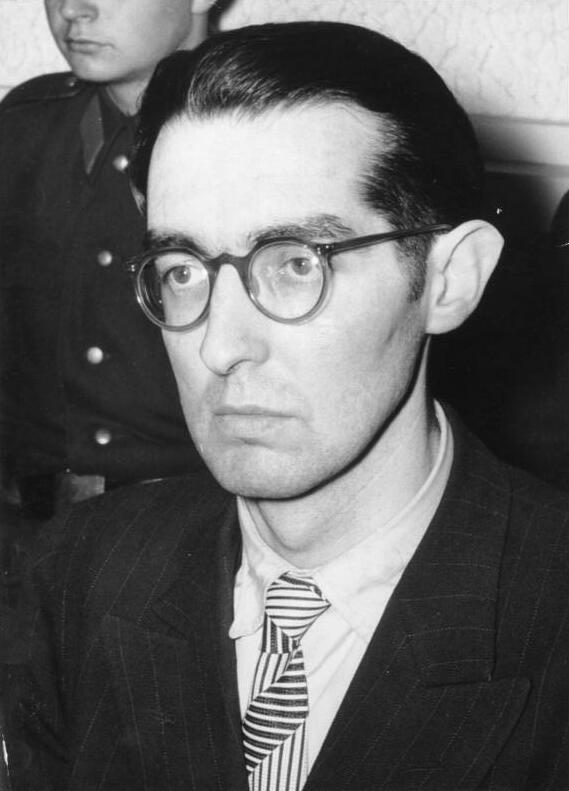
Gerhard Benkowitz (1923–1955)

- Benkowitz, Karl Friedrich (1764–1807), deutscher Dramatiker und Lyriker
- Benkowski, Georgi (1841–1876), bulgarischer Revolutionär, Ideologe, Politiker, Historiker und Schriftsteller

### Benkr
- Benkredda, Souâd (* 1976), Bankmanagerin
- Benkreira, Mohamed (1955–2023), algerisch-kanadischer Handballtrainer

### Benks
- Benkstein, Barbara (* 1982), deutsche Politikerin (AfD), MdB

### Benkt
- Benktson, Benkt-Erik (1918–1998), schwedischer Theologe

### Benku
- Benkunskas, Edgaras (* 1999), litauischer Leichtathlet
- Benkunskas, Valdas (* 1984), litauischer konservativer Politiker, Vizebürgermeister der Stadtgemeinde Vilnius

### Benkw
- Benkwitz, Max (1889–1974), deutscher Bergmann und Politiker (SPD, USPD, KPD, SED), MdR